# Pardalaspinus laqueatus
Pardalaspinus laqueatus är en tvåvingeart som först beskrevs av Günther Enderlein 1920.  Pardalaspinus laqueatus ingår i släktet Pardalaspinus och familjen borrflugor. Inga underarter finns listade i Catalogue of Life.